# Icaleptidae
Icaleptidae - rodzina pajęczaków z rzędu kosarzy i podrzędu Laniatores do której należą 2 gatunki z tyluż rodzajów. 

## Opis
Dwa opisane gatunki posiadają brzusznie wygiętą czwartą parę odnóży, przez co posturą przypominają nieco pchły.

## Występowanie
Kosarze te wykazano dotychczas z Ekwadoru i Kolumbii. Oba gatunki bytują w ściółce.

## Pokrewieństwo
Rodzina najbliżej spokrewniona jest z Zalmoxidae i Fissiphalliidae. Niektóre gatunki, jak np.: Phalangodinella zostały przeniesione do innych rodzin, mimo podobieństwa do innych Icaleptidae.

## Systematyka[1]
- Rodzaj: Icaleptes Kury & Pérez, 2002
  - Icaleptes malkini Kury & Pérez, 2002

- Rodzaj: Zalmopsylla Kury & Pérez, 2002
  - Zalmopsylla platnicki Kury & Pérez, 2002